# Sąd Kasacyjny (Księstwo Warszawskie)

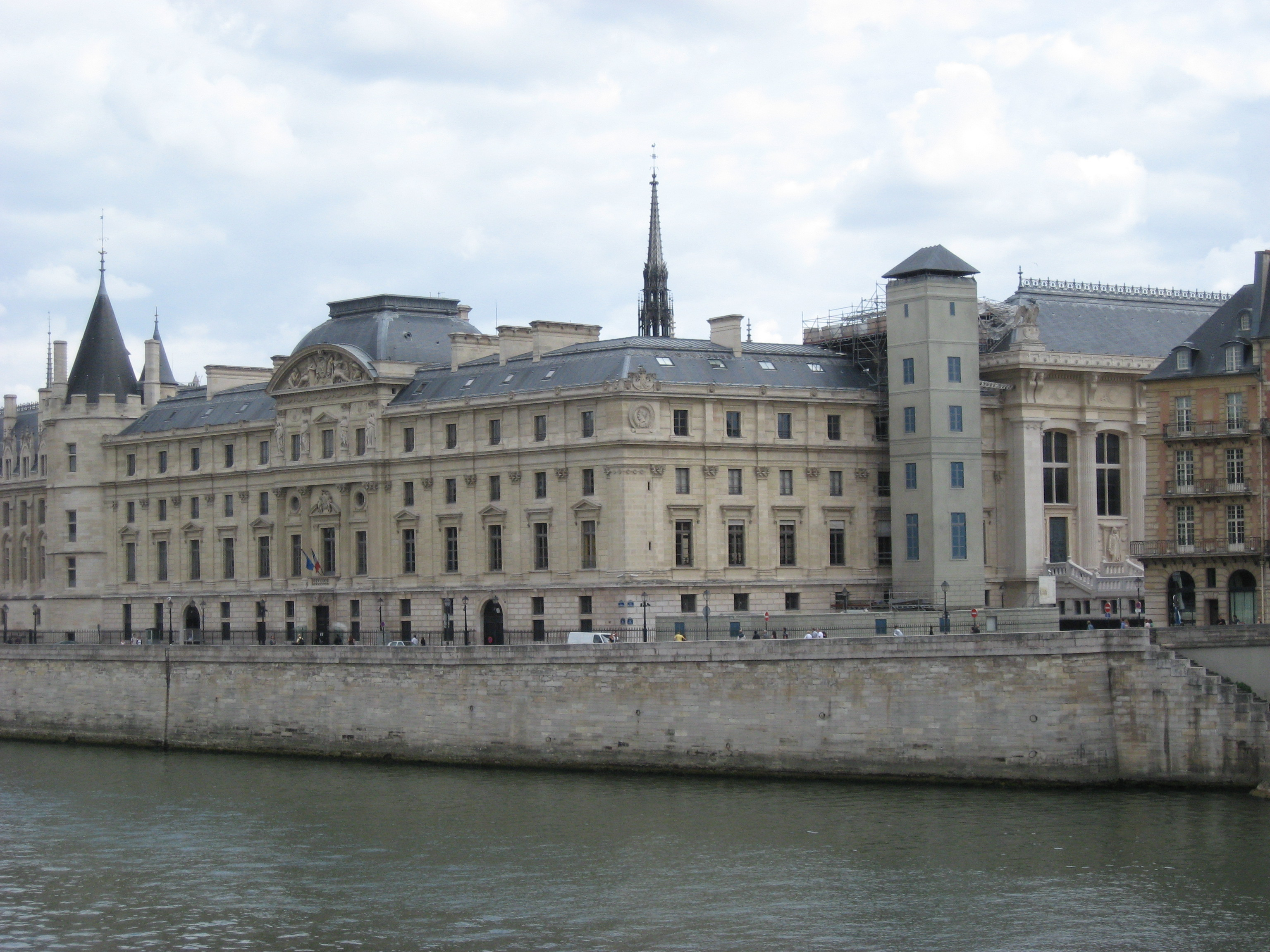
Siedziba francuskiego Sądu Kasacyjnego, na którym wzorowano utworzenie warszawskiego Sądu Kasacyjnego

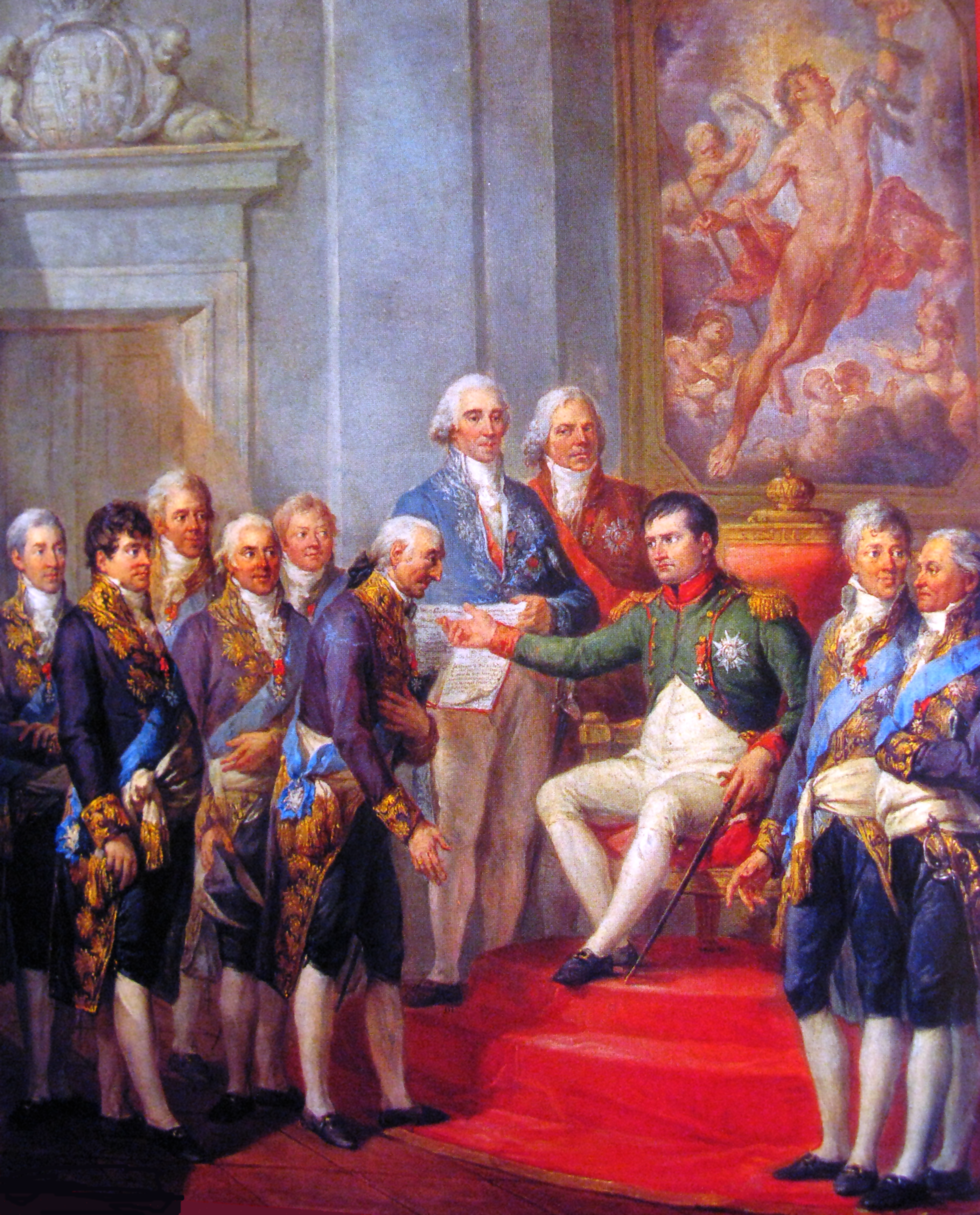
Napoleon Bonaparte nadaje Księstwu Warszawskiemu konstytucję, podstawę prawną działania Sądu Kasacyjnego

Sąd Kasacyjny (według ówczesnej ortografii Sąd Kassacyyny) – najwyższa instancja w ustroju sądownictwa Księstwa Warszawskiego ustanowiona dekretem księcia warszawskiego Fryderyka Augusta z dnia 3 kwietnia 1810, realizującym postanowienia artykułu 16 konstytucji Księstwa. Sąd Kasacyjny rozpatrywał skargi o kasację zarówno sądów cywilnych, jak i karnych. Rozstrzygał także spory kompetencyjne między sądami i pełnił funkcję sądu dyscyplinarnego dla sędziów i prokuratora Sądu Apelacyjnego.
Sąd Kasacyjny działał w niedługim czasie, nawet jak na instytucję krótkowiecznego Księstwa Warszawskiego: uroczyste rozpoczęcie jego działalności odbyło się 19 czerwca 1810 roku, a ostatnie opublikowane orzeczenie zapadło 16 października 1812.
Te dwa lata odegrały istotną rolę w budowaniu polskiego systemu sądownictwa, do którego wprowadzono – wciąż funkcjonującą – instytucję kasacji. Stąd do tradycji Sądu Kasacyjnego nawiązuje obecny polski Sąd Najwyższy.

## Geneza
W myśl postanowień pokoju w Tylży z 7 lipca 1807 roku, na większości obszaru drugiego i trzeciego zaboru pruskiego utworzono Księstwo Warszawskie, a głową państwa został król Saksonii, Fryderyk August I, sojusznik Napoleona Bonaparte. Na podstawie pokoju w Schönbrunnie Księstwo zostało poszerzone o ziemie trzeciego zaboru austriackiego. Przestało funkcjonować w 1813 roku, na skutek opanowania jego ziem przez wojska rosyjskie.
Był to organizm ściśle zależny od polityki Napoleona i związany z Francją. Większość regulacji zawartych w konstytucji Księstwa (także dotyczących Sądu Kasacyjnego) zostało przeszczepionych z ustroju francuskiego.

## Podstawa normatywna
W konstytucji Księstwa artykuł 16 brzmiał:

Czterech referendarzy przydanych jest do Rady Stanu, już to do przedstawienia rzeczy administracyjnych i tych, w których Rada stanowi, jako Sąd Kasacyjny, już też dla znoszenia się rady z komisjami Izby Poselskiej.

Artykuł 72 stanowił zaś:

Rada Stanu, do której należą czterej referendarze mianowani przez króla, odbywa obowiązki Sądu Kasacyjnego.

Żadna z powyższych instytucji (Rada Stanu, Sąd Kasacyjny, kasacja) nie funkcjonowała w Rzeczypospolitej – wszystkie zostały recypowane z Francji. Tamtejszy Sąd Kasacyjny został ustanowiony w 1790 roku (od 1804 funkcjonuje pod obecną nazwą). Francuska Rada Stanu nie była natomiast związana z Sądem Kasacyjnym. Stąd różnice w działaniu Sądu Kasacyjnego uniemożliwiły przejęcie odpowiednich przepisów na grunt Księstwa: jak pisze Władysław Sobociński, były nieprzydatne albo rozproszone w kilkunastu aktach. Pojawiło się więc trudne zadanie dla legislatorów Księstwa, jak ułożyć jednocześnie nowatorskie, kompleksowe rozwiązanie, uwzględniające ograniczone możliwości działania Rady Stanu Księstwa.

### Prace legislacyjne

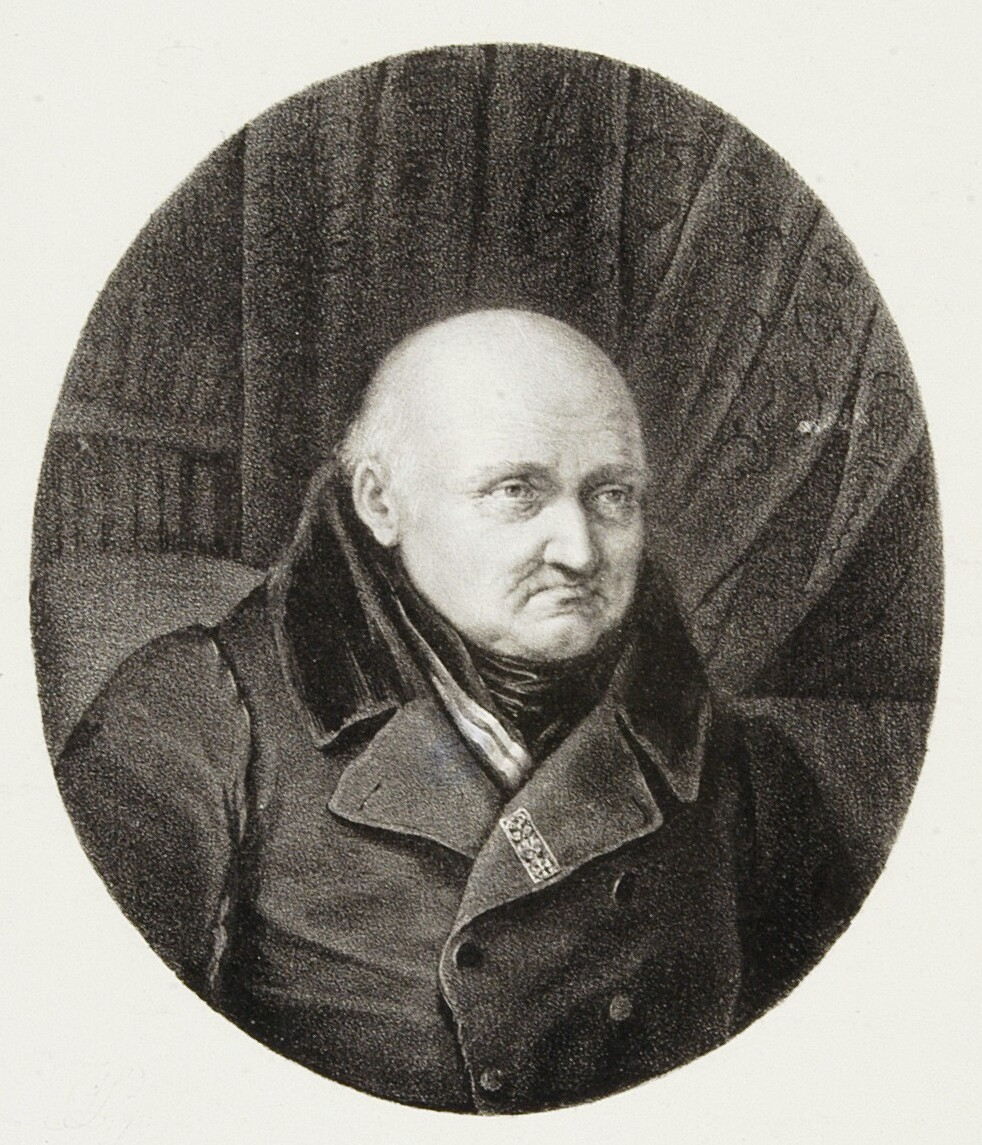
Józef Kalasanty Szaniawski, prokurator kasacyjny, mający znaczny wpływ na przebieg prac nad ustaleniem zasad funkcjonowania Sądu Kasacyjnego

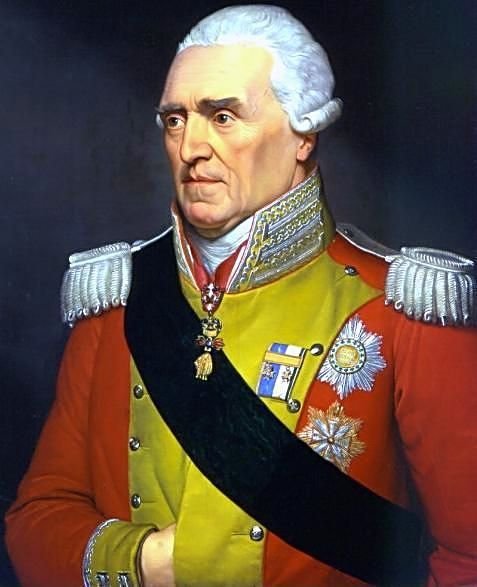
Fryderyk August, książę warszawski, w którego imieniu wydano 3 kwietnia dekret regulujący funkcjonowanie Sądu Kasacyjnego

Pierwszy projekt aktu, który miał określić działanie Sądu Kasacyjnego, zatytułowany opis Sądu Kasacyjnego w Radzie, został odczytany na posiedzeniu Rady Stanu 8 stycznia 1808 roku przez ministra sprawiedliwości Feliksa Łubieńskiego. Znalazły się tam propozycje umacniające jego pozycję, m.in. poprzez wyeksponowanie roli podległego mu prokuratora kasacyjnego. 19 marca 1808 roku na to stanowisko został powołany Józef Kalasanty Szaniawski, który – mając większe ambicje polityczne – wykorzystywał swoją posadę do krytykowania poczynań ministra Łubieńskiego. W ten sposób utrudnił postępowanie procesu legislacyjnego.
Tymczasem skargi kasacyjne napływały i pozostawały niepodejmowane. 30 czerwca Rada Stanu poleciła Komisji Przygotowawczej – działającej notabene przy ministrze sprawiedliwości – spisanie nowego projektu. Minister Łubieński przedstawił go księciu we wrześniu 1808 roku. Nie zawarł w nim już przepisów wzmacniających pozycję prokuratora kasacyjnego – jego rolę zamknął w jednym przepisie. Projekt został przekazany Radzie Stanu, która odesłała go Komisji Przygotowawczej. Kolejna proponowana wersja dokumentu została przedstawiona Radzie Stanu 16 października.
Następnie proces legislacyjny został wstrzymany na czas wojny z Austrią. W sierpniu 1809 roku dokonywano ostatnie poprawki w tekście pt. ordynacja Sądu Kasacyjnego, którego autorem był referendarz Onufry Wyczechowski, i 29 sierpnia 1809 roku Rada Stanu przesłała do zatwierdzenia ów akt obejmujący 104 artykuły. Do kwietnia następnego roku wprowadzano drobne zmiany zlecone przez księcia. Sobociński przypuszcza, że skoro kierunek zmian nie odpowiadał ministrowi Łubieńskiemu, faworyzowanemu przez księcia, to przyczyną zaleceń ciągłych poprawek mogły być wpływy prokuratora Szaniawskiego.

### Dekret z 3 kwietnia 1810
3 kwietnia 1810 roku książę Fryderyk August podpisał dekret normujący całość funkcjonowania Sądu Kasacyjnego. Rozdział pierwszy i drugi określały skład sądu i tzw. otwory kasacyjne (tj. powody umożliwiające złożenie skargi kasacyjnej). Rozdział trzeci regulował procedurę postępowania w sprawach cywilnych, karnych i trzech postępowań specjalnych. Czwarty określał przedawnienie prawa do skarżenia spraw sprzed wydania dekretu. W dekrecie znalazły się także postanowienia dotyczące utworzenia kancelarii i stanowiska pisarza Sądu Kasacyjnego, organów niezależnych od analogicznych funkcjonujących przy Radzie Stanu.
Według dekretu można było wnieść skargę kasacyjną od ostatecznych wyroków sądów wszystkich szczebli, zarówno cywilnych, jak i karnych (sądownictwo Księstwa było bowiem dwupionowe). Artykuł 10 wymieniał otwory kasacyjne: było to naruszenie prawa formalnego w trakcie procesu lub w treści wyroku, dokonanie niewłaściwej subsumpcji lub wykładni prawa materialnego, zarządzenie rzeczy ponad lub poza żądanie strony, wydanie wyroku nieprawomocnego jako prawomocny, wydanie wyroku w pierwszej instancji, gdy sąd mógł wydać wyrok ostateczny, wydanie wyroku przez niewłaściwy sąd lub wydanie sprzecznych wyroków przez różne sądy, w oparciu o ten sam materiał dowodowy, przy tych samych stronach.
Takie określenie otworów kasacyjnych uniemożliwiało ingerencję Sądu Kasacyjnego w meritum zaskarżanego wyroku (w odróżnieniu od niemieckiej rewizji). Zadaniem Sądu było decydowanie o naruszeniu prawa formalnego, wskazanie odpowiedniego przepisu i odesłanie sprawy do ponownego rozpoznania do sądu równego temu, który wydał zaskarżony wyrok, lub do tego samego, lecz obradującego w innym składzie. Wyroki Sądu nie były ostateczne, toteż ta sama sprawa mogła powracać na wokandę trzykrotnie. Za trzecim razem Sąd przedkładał księciu sprawę do dokonania wykładni wiążącej w danej sprawie i w podobnych w przyszłości.
Jak wnioskuje Artur Korobowicz, Sąd Kasacyjny nie miał charakteru instancji sądowej. Sobociński pisze zaś, że sposób funkcjonowania Sądu zamykał liczbę instancji wyrokujących merytorycznie do dwóch i zapewniał jednolitość stosowania prawa, co było istotne w przypadku oporu sądów.
Sąd Kasacyjny obradował w pięcioosobowych kompletach; wyroki zapadały zwykłą większością głosów. W drugim i trzecim postępowaniu w danej sprawie Sąd obradował w komplecie dziewięcioosobowym.

## Siedziba i funkcjonowanie Sądu Kasacyjnego
Siedzibą Sądu Kasacyjnego był Pałac Krasińskich, który był także siedzibą Rady Stanu. Uroczyste rozpoczęcie działalności odbyło się 19 czerwca 1810 roku. Przy schodach gości przyjmował prokurator Szaniawski, zaś okolicznościową mowę wygłosił minister Łubieński. Na uroczystości obecny był pełny skład Sądu i wszyscy jego urzędnicy, delegacje sądów, mecenasi, którzy złożyli tego dnia przysięgę, i publiczność.
Posiedzenia Sądu Kasacyjnego odbywały się w piątki, co było uregulowane w dekrecie o organizacji Rady Stanu. Pierwsze orzeczenie (o odrzuceniu skargi kasacyjnej, tzw. rezolucję) Sąd podjął 21 sierpnia 1810 roku.

## Właściwość Sądu Kasacyjnego

### Postępowanie kasacyjne

#### Wstęp
Istniało rozróżnienie procedur na cywilną i karną.
Skargę od wyroku sądu cywilnego można było wnieść najpóźniej trzy miesiące od dnia doręczenia zaskarżonego wyroku. Składano ją do kancelarii Sądu, następnie podpisywał ją mecenas. Jej wniesienie nie wstrzymywało egzekucji zaskarżonego wyroku, wyjątek stanowiły sprawy rozwodowe.
Natomiast skargę od wyroku sądu karnego mógł wnieść skazany (po dziesięciu dniach) lub prokurator (po piętnastu dniach). Skargę mógł podpisać skazany osobiście, mógł do tej czynności wyznaczyć pełnomocnika, mógł ją podpisać także obrońca lub prokurator. Jej wniesienie wstrzymywało egzekucję wyroku. Wnoszono ją do sądu, który wydał zaskarżony wyrok.
Skargi trafiały do prokuratora kasacyjnego i razem z wnioskami prokuratora pisarz przedstawiał ją prezesowi Sądu. Prezes wyznaczał referenta, który wnosił sprawę do Komisji Podań i Instrukcji.
Komisja ta była powołana na podstawie art. 34 dekretu z 3 kwietnia. Składała się z prezesa lub członka Rady Stanu i referendarzy, z możliwością poszerzenia składu decyzją prezesa. Na niejawnym posiedzeniu decydowała o stosowności skargi. Po ew. pozytywnym rozpatrzeniu przedstawiała skargę w czasie posiedzenia Sądu, na którym podejmowano decyzję o jej przyjęciu albo odrzuceniu. Pracownicy kancelarii Sądu Kasacyjnego notowali w osobnym dzienniku Komisji wszystkie jej czynności, od przyjęcia skargi do podjęcia decyzji.
Na tym etapie dochodziło do rozróżnienia postępowania w zależności od charakteru sprawy (cywilnej albo karnej).

#### Postępowanie w sprawach cywilnych
Jeśli w sprawie cywilnej Sąd Kasacyjny zadecydował o przyjęciu skargi, strona skarżąca przekazywała kopię skargi stronie przeciwnej. Ta miała określony czas na odpowiedź: 15 dni (jeśli zamieszkiwała na terenie Warszawy), zamieszkiwanie o każde dwie mile dalej uprawniało do terminu dłuższego o jeden dzień. Mecenasi obu stron mogli wymienić między sobą maksymalnie dwa pisma procesowe (każde w terminie ośmiu dni).
Następnie referent przedstawiał akta Komisji Podań i Instrukcji, która mogła zarządzić ich uzupełnienie albo sporządzała raport, podany do wiadomości prokuratora i wnoszony do Sądu Kasacyjnego. Wniesienie akt uprawniało do wpisu na wokandę.
Postępowanie było pisemne i publiczne. Na pierwszej rozprawie referent ponownie przedstawiał sprawę. Mecenasi nie mieli prawa głosu, mogli jedynie sporządzić noty o uchybieniach w wystąpieniu referenta. Sąd podejmował decyzję o wyroku większością głosów wobec stron, a bez udziału publiczności. Korobowicz wskazuje, że było to nawiązanie do zwyczajów staropolskich. Jeśli sprawa nie była trudna, wyrok ogłaszano bezpośrednio po pierwszej rozprawie i przesyłano go ministrowi sprawiedliwości do publikacji.

#### Postępowanie w sprawach karnych
Postępowanie w sprawach karnych było uproszczone. Sąd, który wydał zaskarżony wyrok, przekazywał skargę Sądowi Kasacyjnemu za pośrednictwem ministra sprawiedliwości. Komisja Podań i Instrukcji bezpośrednio przygotowywała raport dla Sądu.
Rozprawa była jawna, toczono ją bez obecności skazanego. Prawo głosu mieli referent i prokurator kasacyjny. Wyrok przesyłano prokuratorowi za pośrednictwem ministra sprawiedliwości. Sąd Kasacyjny odrzucał większość skarg w sprawach karnych.

### Pozostały zakres właściwości
Sąd Kasacyjny miał także nadzór nad sądami: rozstrzygał spory między sądami powszechnymi oraz między sądami powszechnymi a wojskowymi. Mógł przekazać sprawę do innego sądu w związku z wyłączeniem większości członków składu sądzącego. Był sądem dyscyplinarnym dla prezesa, sędziów i prokuratora Sądu Apelacyjnego oraz dla sędziów pokoju. Osoby piastujące te funkcje mogły zostać zawieszone w pełnieniu obowiązków, postawione w stan oskarżenia przed właściwym sądem, a także (za zgodą księcia) zwolnione z urzędu przez Sąd Kasacyjny. Do podjęcia decyzji we wszystkich tych sprawach był uprawniony co najmniej dziewięcioosobowy skład sądzący.
Artykuł 24 dekretu z 3 kwietnia stanowił, że Sąd ma raz w roku składać uwagi dotyczące niedostatku lub niedokładności w prawodawstwie. Był to jednak martwy przepis, czego przyczynę Marian Kallas upatruje w konflikcie większości członków Rady Stanu z ministrem sprawiedliwości.

## Skład Sądu Kasacyjnego

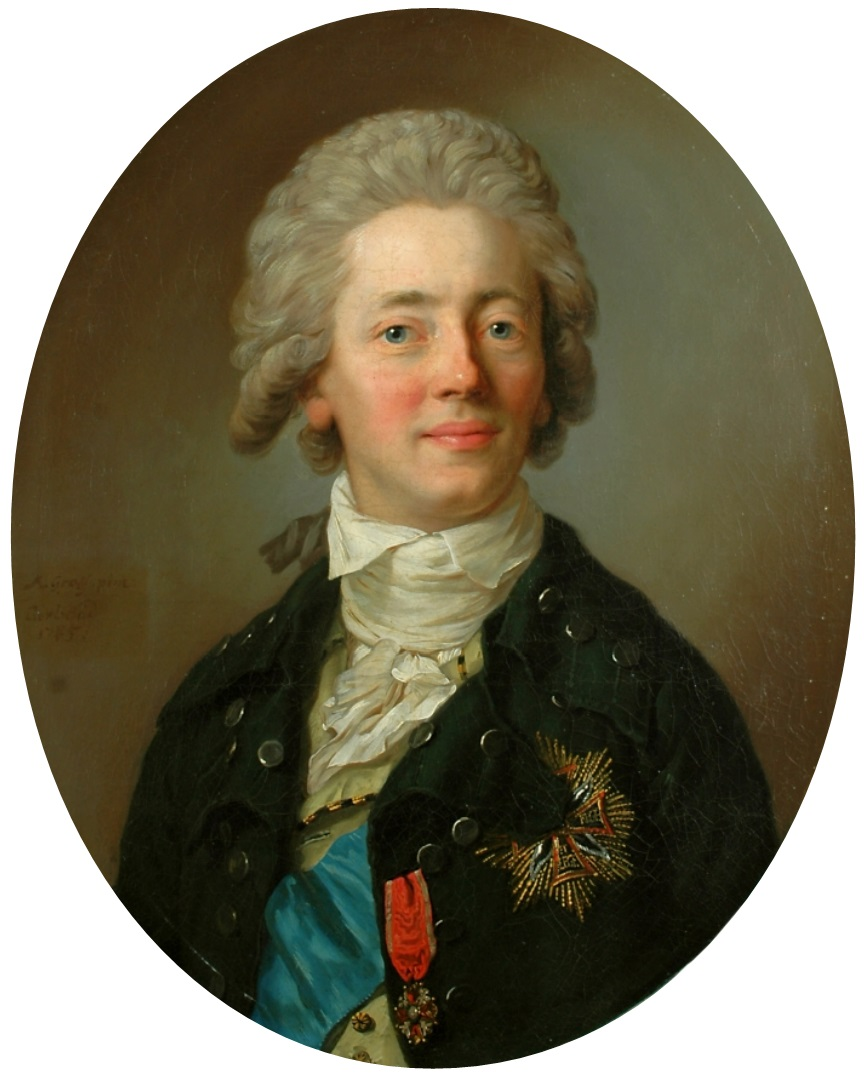
Prezes Rady Stanu Stanisław Kostka Potocki, przewodniczący obradom Sądu Kasacyjnego

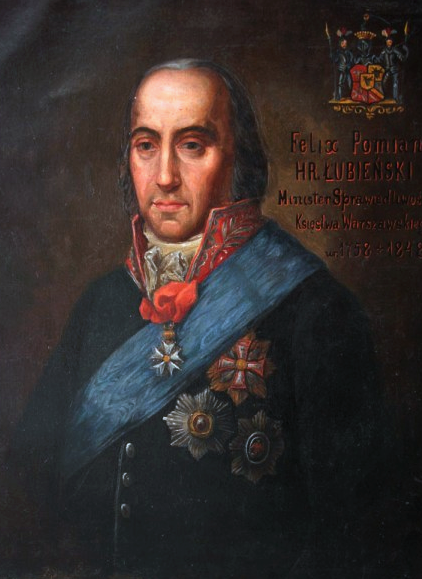
Minister sprawiedliwości Feliks Franciszek Łubieński, członek składu wyrokującego i jeden z głównych autorów zasad funkcjonowania Sądu Kasacyjnego

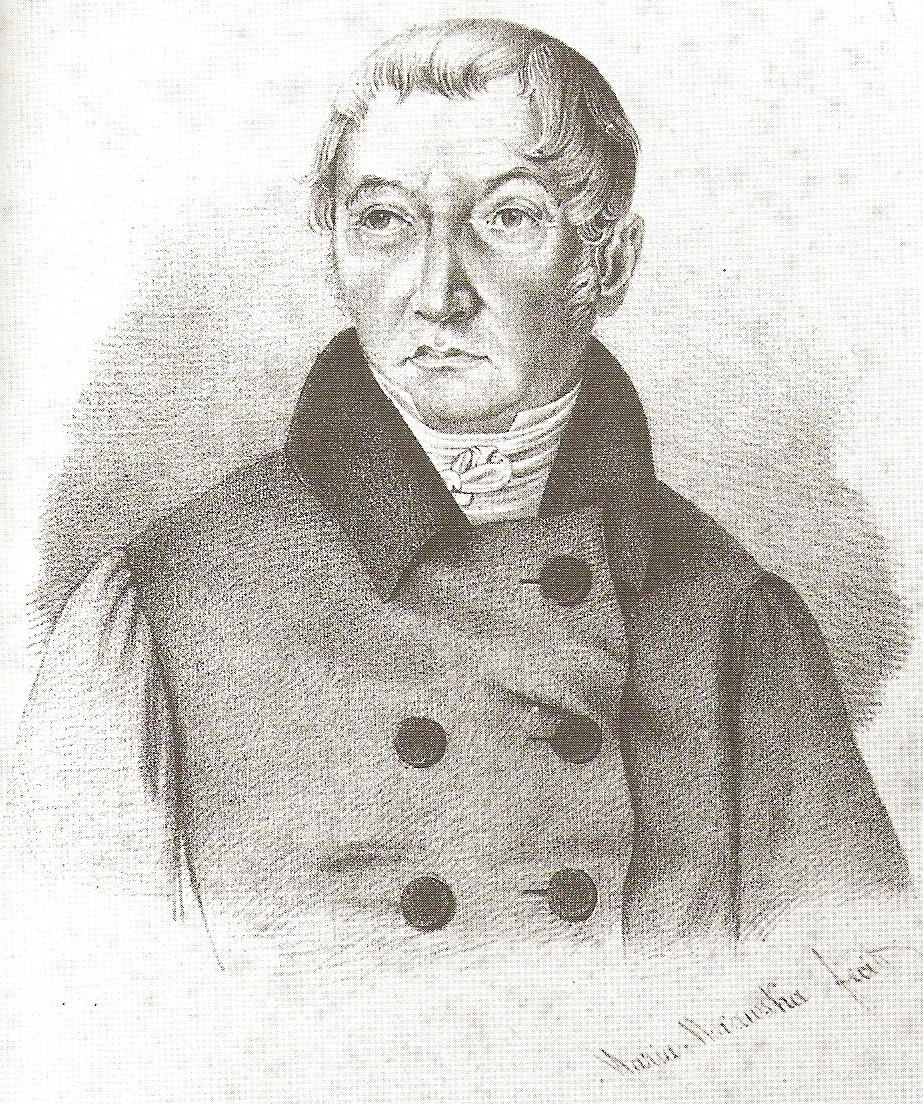
Kajetan Koźmian, referendarz Sądu Kasacyjnego

### Etap prac legislacyjnych
Nie ulegało wątpliwości, że Rada Stanu złożona z siedmiu osób, z których pięć samodzielnie kierowało resortami administracji, a jedna przebywała na stałe w Dreźnie, nie będzie działała sprężyście jako Sąd Kasacyjny. Na etapie prac legislacyjnych spierano się więc o charakter stanowisk, które miały być dodane do składu Rady Stanu albo wyłącznie do Sądu Kasacyjnego.
Pierwszy projekt ministra Łubieńskiego, zakładający silną pozycję prokuratora kasacyjnego, przewidywał włączenie w skład Sądu czterech pomocniczych stanowisk – referendarzy – z których jeden miał specjalizować się w sprawach cywilnych, a jeden w karnych, oraz audytorów będących kandydatami do stanowisk urzędniczych. Mieli mieć oni „głos objaśniający” i w razie potrzeby zastępować referendarzy lub prokuratora kasacyjnego. W projekcie znalazła się także propozycja powołania „komisji spornej”, wzorowanej na francuskiej Comission des daffaires contentieux, złożonej z ministra sprawiedliwości, referendarzy i audytorów, która miała decydować o przyjmowaniu skarg kasacyjnych. Ministrowi Łubieńskiemu zależało szczególnie na audytorach, lecz książę 12 sierpnia 1808 powołał sześciu radców stanu jako pełnoprawnych członków Rady Stanu.
Jeśli chodzi o prokuratora kasacyjnego, miał on m.in. „strzec interesu państwa” (Sobociński stawia tezę, jakoby było to nawiązanie do rewolucyjnych norm francuskich) i skarżyć sędziów o przestępstwa popełnione w związku z urzędowaniem.
Jeden z kolejnych projektów proponował powołanie policji Sądu Kasacyjnego.

### Skład wyrokujący
Stanowiska radców stanu oraz ministrów były polityczne, nie wymagały wykształcenia prawniczego. Powoływał na nie i odwoływał z nich książę. Ministrowie mieli wyłączne prawo do zastępowania prezesa. W pierwszej połowie 1810 roku, na skutek poszerzenia terytorium Księstwa o ziemie Nowej Galicji, książę powołał następnych sześciu radców stanu. Tak więc gdy Sąd Kasacyjny rozpoczął działalność, w jego skład wchodziło 19 osób. Po drobnych przetasowaniach dokonanych w 1811 roku skład Sądu ustalił się i wynosił do końca jego działalności 18 osób.
Większość z wymienionych osób była szlachcicami, wyjątek stanowił ks. Staszic, mieszczanin. Niektórzy z nich mieli wykształcenie prawnicze lub urzędniczą praktykę.
Do grona wyrokującego wchodzili: prezes Rady Stanu Stanisław Kostka Potocki, ministrowie Feliks Franciszek Łubieński, Jan Paweł Łuszczewski, książę Józef Poniatowski, Aleksander Potocki, Jan Węgleński, minister Sekretarz Stanu Stanisław Breza i dwunastu radców stanu: powołani w 1808 roku Michał Kochanowski, Aleksander Linowski, Tadeusz Matuszkiewicz, Walenty Rzętkowski, Ignacy Sobolewski i ks. kan. Jan Paweł Woronicz, oraz w 1810 roku Marcin Badeni, Franciszek Grabowski, Franciszek Łuba, ks. Stanisław Staszic, Franciszek Taczanowski i gen. Józef Wielhorski. W 1811 roku Tadeusz Matuszkiewicz zastąpił Jana Węgleńskiego, który został radcą stanu, na stanowisku ministra skarbu, a Ignacy Sobolewski przejął resort policji po Aleksandrze Potockim. Tak więc do końca działalności Sąd Kasacyjny składał się z 18 członków.

### Urzędnicy przy Sądzie
Pewien problem stanowił charakter stanowisk czterech referendarzy, którzy według konstytucji byli réunis („przyłączeni”), a według artykułu 72 attachées („przydani”), co rodziło wątpliwości co do należytej interpretacji stanowiska konstytucji. Dekret książęcy z 3 kwietnia 1810 roku sprecyzował, że referendarze nie wchodzą w skład grona sędziowskiego. Artykuł 2 stanowił, że „przedstawiają i wyjaśniają sprawy, w których Rada Stanu daje wyroki jako Sąd Kasacyjny”. Takie zadania wymagały wykształcenia prawniczego.
27 grudnia 1807 roku na stanowiska referendarzy powołano Aleksandra Linowskiego, (którego niebawem zastąpił Stanisław Staszic), Józefa Ignacego Morawskiego, Karola Woydę i Onufrego Wyczechowskiego. 26 maja 1810 roku dołączyli Kajetan Koźmian i Maksymilian Lewicki, adwokaci z czasów Rzeczypospolitej Obojga Narodów. Gdy Stanisław Staszic został radcą stanu, a Onufry Wyczechowski przewodniczącym Wydziału IV Sądu Apelacyjnego, na zwolnione miejsca książę powołał Michała Woźnickiego i Antoniego Wyczechowskiego. W 1811 roku następcą Michała Woźniackiego został Jan Stawiski.
Przy Sądzie Kasacyjnym działał także prokurator kasacyjny. To stanowisko otrzymał już w 1808 roku Józef Szaniawski, ale niedługo po uroczystym rozpoczęciu działalności Sądu wyjechał na dwunastotygodniowy urlop, by 22 kwietnia 1811 roku zostać plenipotentem generalnym Stanisława Zamoyskiego. W czerwcu tego roku złożył dymisję. Jego następca, Michał Woźnicki, był surowiej traktowany i Sąd Kasacyjny częściej wyrokował wbrew jego wnioskom i skargom.
Kompetencje pisarza kasacyjnego, kierującego kancelarią Sądu, nawiązywały do tradycji dawnej Rzeczypospolitej: miał on głos doradczy w obradach Sądu i spisywał treść wyroku. Funkcję tę piastował od 25 września 1809 roku Ludwik Osiński. Korobowicz wskazuje, że stanowisko to było zbliżone do sędziowskiego i wymagało wykształcenia i doświadczenia prawniczego. Przez krótki czas regentem, tj. pomocnikiem lub zastępcą pisarza, był Jakub Adamczewski, będący także regentem kancelarii Rady Stanu. Następnie powołano sekretarza, którym został Rafał Trzciński.

### Palestra przy Sądzie
W myśl artykułu 5 dekretu z 3 kwietnia obrońcami przed Sądem Kasacyjnym było dwunastu mecenasów. Mieli oni wyłączne prawo wnoszenia skarg kasacyjnych z tym, że podpisanie przez nich skargi nieopartej na przesłankach określonych w art. 10 dekretu mogło skutkować ostrzeżeniem, naganą, lub – za trzecim razem – usunięciem z palestry.
Dopuszczono osoby z praktyką palestrancką, nieposiadające wykształcenia prawniczego. 31 grudnia 1809 roku zostali nominowani: Łukasz Bogusławski (wniósł 25 przyjętych skarg), Ksawery Kiedrzyński (31 skarg), Antoni Łabęcki, Adam Mędrzecki i Jan Zwierzchowski (23 skargi). 12 maja 1810 dołączyli adwokaci przy Sądzie Apelacyjnym: Szymon Grocholski i Alojzy Orchowski (który nie przyjął nominacji). Po rozpoczęciu działalności Sądu mecenasami zostali: Kajetan Kozłowski i Wojciech Wasiutyński. Po powiększeniu terytorium Księstwa w skład palestry weszli: Franciszek Dornfeld, Jan Hakenszmit i Leonard Zieliniewski. Dwunastym mecenasem został Filip Jasiński, nominowany w styczniu 1812 roku.

## Podsumowanie działalności Sądu Kasacyjnego
Rezolucje i wyroki Sądu Kasacyjnego publikowano w Dzienniku Wyroków Sądu Kasacyjnego. Wydano dwa tomy Dziennika; pierwszy obejmował orzeczenia wydane do końca 1811, drugi do 16 października 1812 roku. Przez okres działalności Sądu wpłynęło 427 skarg kasacyjnych (294 cywilne i 133 karne), osądzono 194 (odpowiednio 94 i 100); reszta pozostała zaległa. Sobociński tłumaczy to brakiem czasu członków składu wyrokującego. Ze 194 osądzonych spraw, opublikowano 163 orzeczenia. Według Korobowicza różnica między liczbą spraw osądzonych a opublikowanych orzeczeń wynika stąd, że w niektórych sprawach strony dochodziły do porozumienia lub brakowało podpisu mecenasa.
Według Jana Jakuba Litauera Sąd Kasacyjny bardzo dobrze wywiązywał się z obowiązków, potrafiąc bez wchodzenia w sprawy merytoryczne orzekać zgodnie z duchem prawa, w oparciu o przepisy pochodzące z różnych systemów prawa. Ponadto wykazywał się bezstronnością i sumiennością.
Sobociński pozytywnie ocenia formę wyroków redagowanych przez pisarza Ludwika Osińskiego, precyzję treści wyroków i poprawność polszczyzny. Zwraca uwagę, że konflikt większości członków składu wyrokującego z ministrem Łubieńskim hamował działalność Sądu.
Józef Bojasiński przytacza negatywny stosunek Rządu Tymczasowego, ustanowionego ukazem carskim po upadku Księstwa Warszawskiego, do działalności Sądu Kasacyjnego. Panowała opinia, że postępowanie było zbyt powolne, nieingerowanie w meritum spraw postrzegano jako wadę. Krytykowano, że Sąd Kasacyjny oddawał do ponownego rozpatrzenia sprawę sądowi równemu temu, którego wyrok skasował, tak jakby sąd formalnie równy występował w roli instancji wyższej. Przytacza statystyki (według niego na 420 skarg 163 osądzono) i wnioskuje, że jedną z pierwszych decyzji co do losów sądownictwa na ziemiach byłego Księstwa było zniesienie kasacji, zawarte w uchwale Rządu Tymczasowego z 21 września 1815 roku.